# Арсенидзе, Ражден Матвеевич
Ражден Матвеевич Арсенидзе (груз. რაჟდენ მათეს ძე არსენიძე, 28 сентября 1880 или 1 октября 1880, Сочхети, Имеретия — 24 мая 1965, Париж) — грузинский политический деятель, юрист и публицист. Министр юстиции Грузии (1919—1921).

## Биография

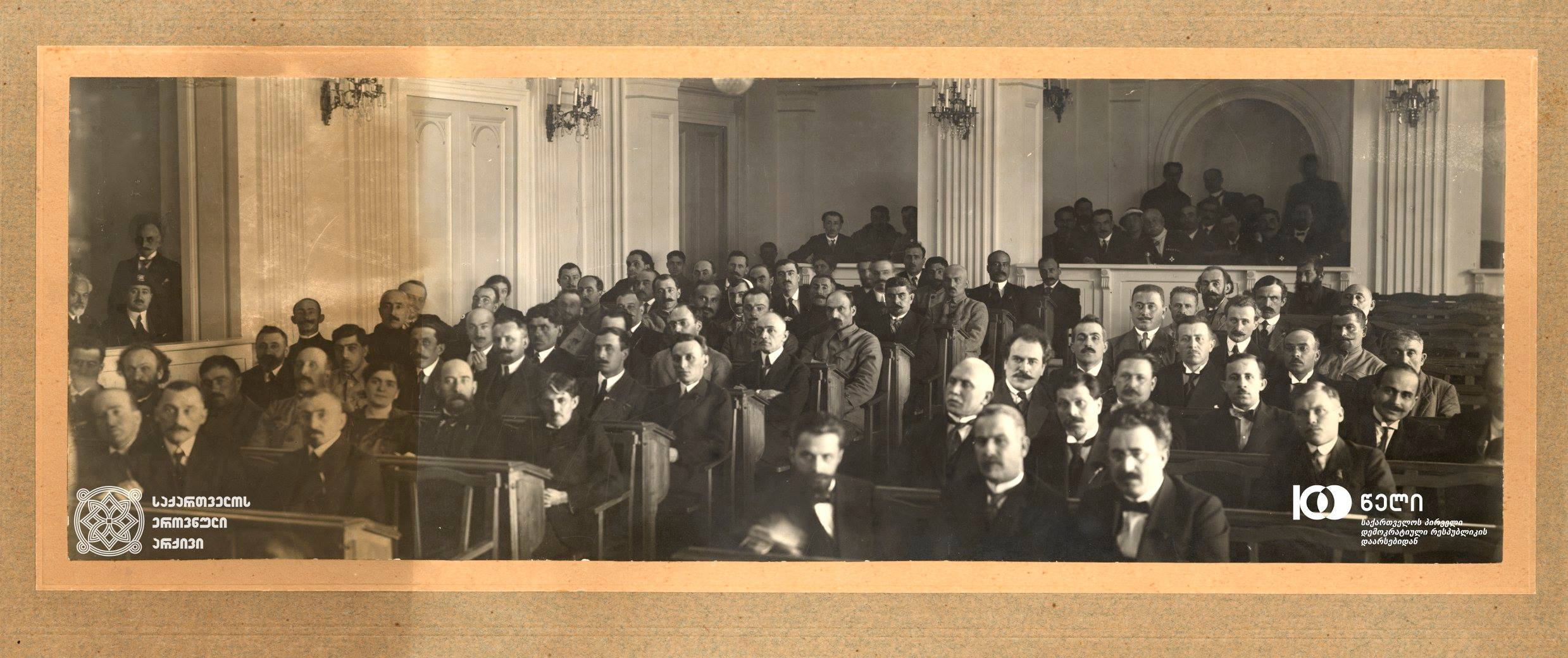
Учредительное собрание Грузии. Арсенидзе третий слева, левая сторона

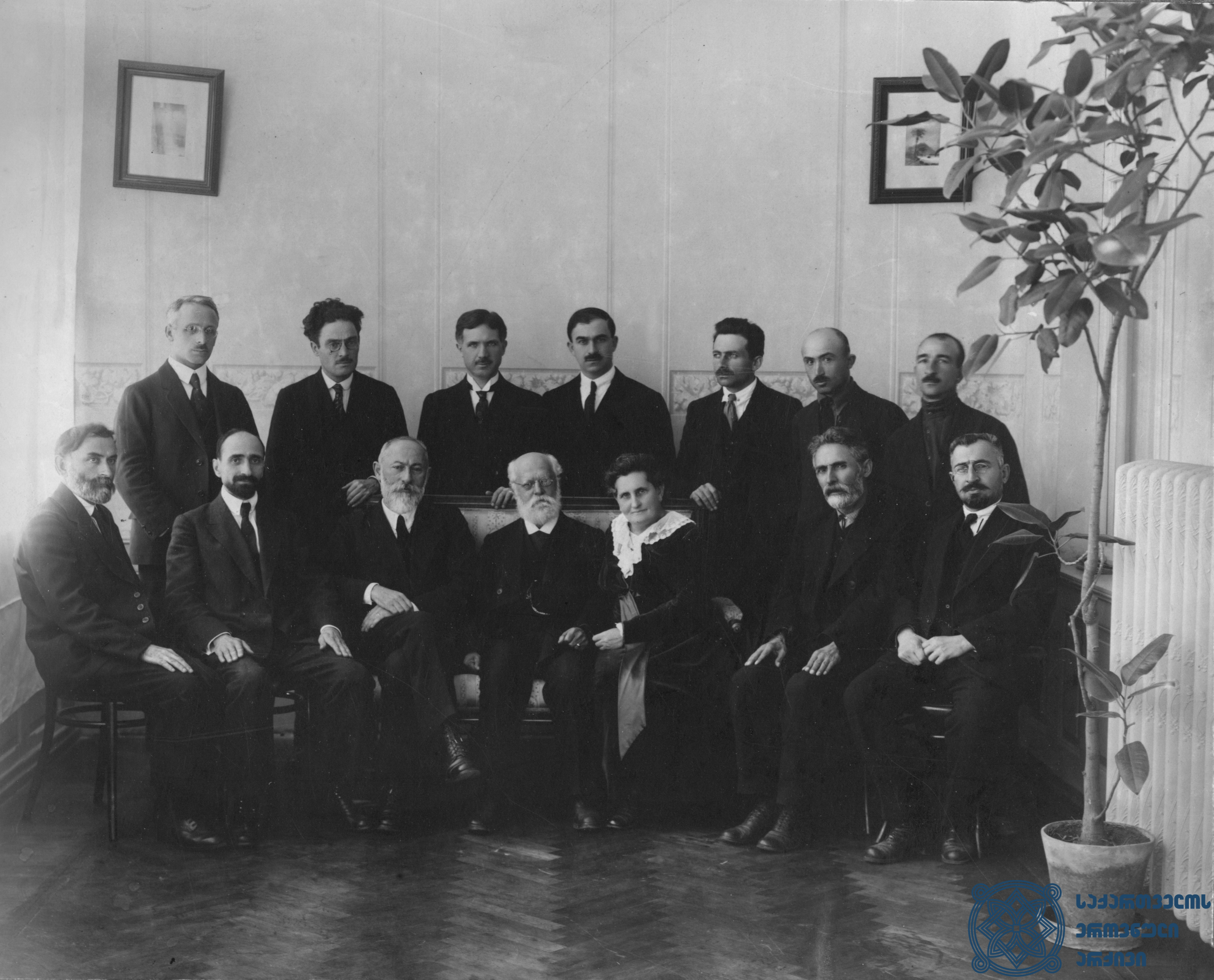
Карл Каутский с грузинскими социал-демократами, Тифлис, 1920.
1-й ряд, слева-направо: С. Девдариани, Н. Рамишвили, Н. Жордания, К. Каутский и его жена Луиза, С. Джибладзе, Р. Арсенидзе;
2-й ряд, слева-направо: секретарь Каутского Пауль Ольберг, В. Тевзая, К. Гварджаладзе, К. Сабахтарашвили, С. Тевзадзе, А. Урушадзе, Г. Цинцабадзе

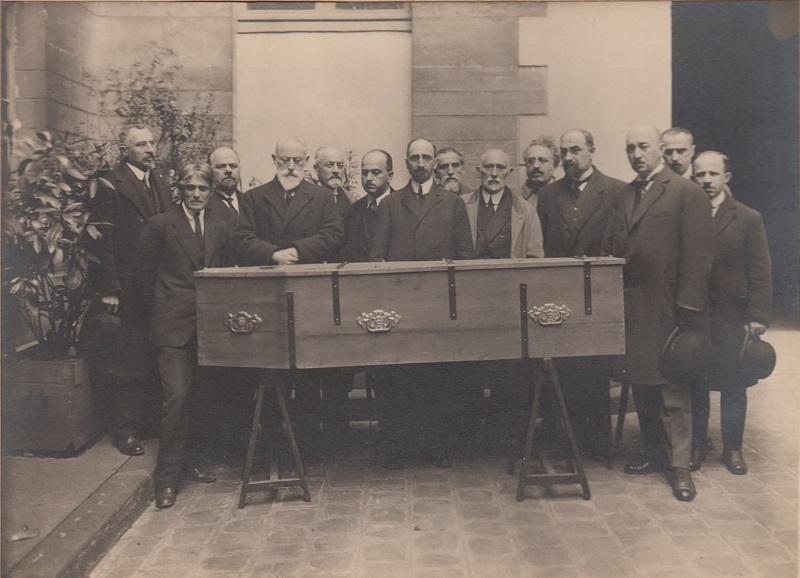
1926. Похороны Н. Чхеидзе. Арсенидзе крайний слева

Сын псаломщика. С юных лет в социал-демократическом движении. В 1903 году примкнул к меньшевикам.
После окончания Кутаисской семинарии поступил на юридический факультет Юрьевского университета. В 1908 г. окончил юридич. факультет университета (с Отличием, по Первой степени).  В 1901 году привлекался по делу о студенческих беспорядках и был выслан в Кутаиси.  Работал в тбилисских, батумских, кутаисских и бакинских меньшевистских организациях. Сотрудничал с газетами «Иверия» и «Квали» (рус. «Борозда»). В 1913 году арестован за печатание и распространение прокламаций, выслан с Кавказа на пять лет. Жил в Петербурге, служил в Земском союзе. В 1915 году арестован вновь, отбыл полутора месячное тюремное заключение и выслан в Иркутск. После Февральской революции 1917 года вернулся в Грузию.
Один из авторов Акта о независимости Грузии от 26 мая 1918 года, подписал Декларацию независимости Грузии, в 1919 году был избран в Учредительное собрание Грузии. В том же году стал министром юстиции в правительстве Ноя Жордании, и в то же время выполнял функции секретаря ЦК Грузинской социал-демократической рабочей партии.
После победы советской власти в Грузии эмигрировал сначала в Константинополь, затем во Францию. В разгар «холодной войны» американские власти привлекали его к сотрудничеству на радио «Свободная Европа».
Автор работы: «Обзор законодательства царя Вахтанга VI» (Париж, 1963), опубликовал мемуары об Иосифе Сталине.
Умер в Париже, похоронен на Левильском кладбище.